# Ein Fall für zwei: Der Jäger als Hase
Der Jäger als Hase ist der Titel der achten Episode der Krimiserie Ein Fall für zwei mit Günter Strack und Claus Theo Gärtner in den Hauptrollen.

## Handlung
Der von Rechtsanwalt Dr. Renz beeindruckte Staatsanwalt Weiermüller sucht diesen als Mandant auf, nachdem ihm eine Geschwindigkeitsübertretung vorgeworfen wurde. Da er selbst nicht am Steuer des Wagens gesessen habe und seine Frau keinen Führerschein besitze, geht er davon aus, dass ein zweites, mit seinem vergleichbares Auto mit identischem Kennzeichen existiere. Für die Tatzeit hat er kein sicheres Alibi.
Im zuständigen Landratsamt wird gegenüber Josef Matula bekräftigt, dass es auf keinen Fall zu einer doppelten Vergabe des Kennzeichens gekommen sein könne. Der Staatsanwalt muss seine Geldstrafe zahlen und erwirbt eine neue Zulassungsnummer für sein Fahrzeug. Nur kurze Zeit später wird das Fahrzeug mit dieser neuen Nummer erneut von der Polizei wegen einer Ordnungswidrigkeit registriert und fällt auch Dr. Renz und Matula im Straßenverkehr auf. Unmittelbar nach diesem Zusammentreffen ruft Renz bei Weiermüller an, wodurch der Nachweis erbracht ist, dass dieser nicht am Steuer des Wagens gesessen haben kann. Am Abend wird mit dem Fahrzeug ein schwerer Unfall an einem Fußgängerüberweg verursacht. Herr Weiermüller wird kurz darauf von der Polizei angehalten und zu einer Blutentnahme mitgenommen wegen des Verdachts der Unfallflucht. Nachdem Weiermüller kurze Zeit später erfährt, dass der am Zebrastreifen angefahrene Passant zu Tode gekommen ist, bricht er verzweifelt von zu Hause auf. Seine Frau bittet Dr. Renz, nach ihm zu suchen. Dieser trifft ihn schließlich nach dreistündiger Suche gegen 22:30 Uhr an seinem Arbeitsplatz an.
Matula mietet sich für mehrere Tage in einer Gaststätte in Weiermüllers Wohnort ein und hört sich um. Von dem betrunkenen Werner erfährt er, dass sein Kumpel namens Kalli jederzeit gefälschte Führerscheine oder Kennzeichen besorgen könne. Matula versucht am Tag darauf, bei der Zulassungsstelle ein Wunschkennzeichen zu erhalten. Als der Mitarbeiter Herr Kleemann mitbekommt, dass angeblich Kalli ihn schicke, wird er aufmerksam. Nachdem Matula weg ist, bittet Kleemann Kalli telefonisch um ein Treffen. Matula setzt den Wirt, den er für den Vermittler hält, unter Druck und bringt ihn dazu, ihn zu informieren, sobald Kalli eintreffe. Gemeinsam mit zwei Helfern überwältigt er Kalli schließlich. Dieser gibt zu, dass ein gewisser Alfred Windle die gefälschten Kennzeichen bei ihm angefordert habe. 
Matula organisiert ein Treffen zwischen Windle und Weiermüller. Im Rahmen dessen gibt Windle zu, dass er sich an Weiermüller rächen wollte, da dieser ihn als verantwortlicher Staatsanwalt mehrere Jahre zuvor sehr hart bestraft habe. Der tödliche Unfall am Zebrastreifen sei ein Unglück gewesen.

## Hintergrund
Die Episode wurde überwiegend im Rhein-Main-Gebiet gedreht. In der allerersten Einstellung ist das Landgericht Frankfurt am Main zu sehen. Die Kulisse der Kanzlei von Dr. Renz befand sich im Hotel InterContinental Frankfurt. Während einer nächtlichen Szene ist die Hauptwache in Frankfurt am Main zu sehen.
Die innerstädtischen Straßenszenen wurden teilweise in der Wilhelmstraße in Wiesbaden aufgenommen.
Der Name des Wohnortes des Ehepaares Weiermüller, Gumpenheim, ist fiktiv.

Drehorte (Auswahl)
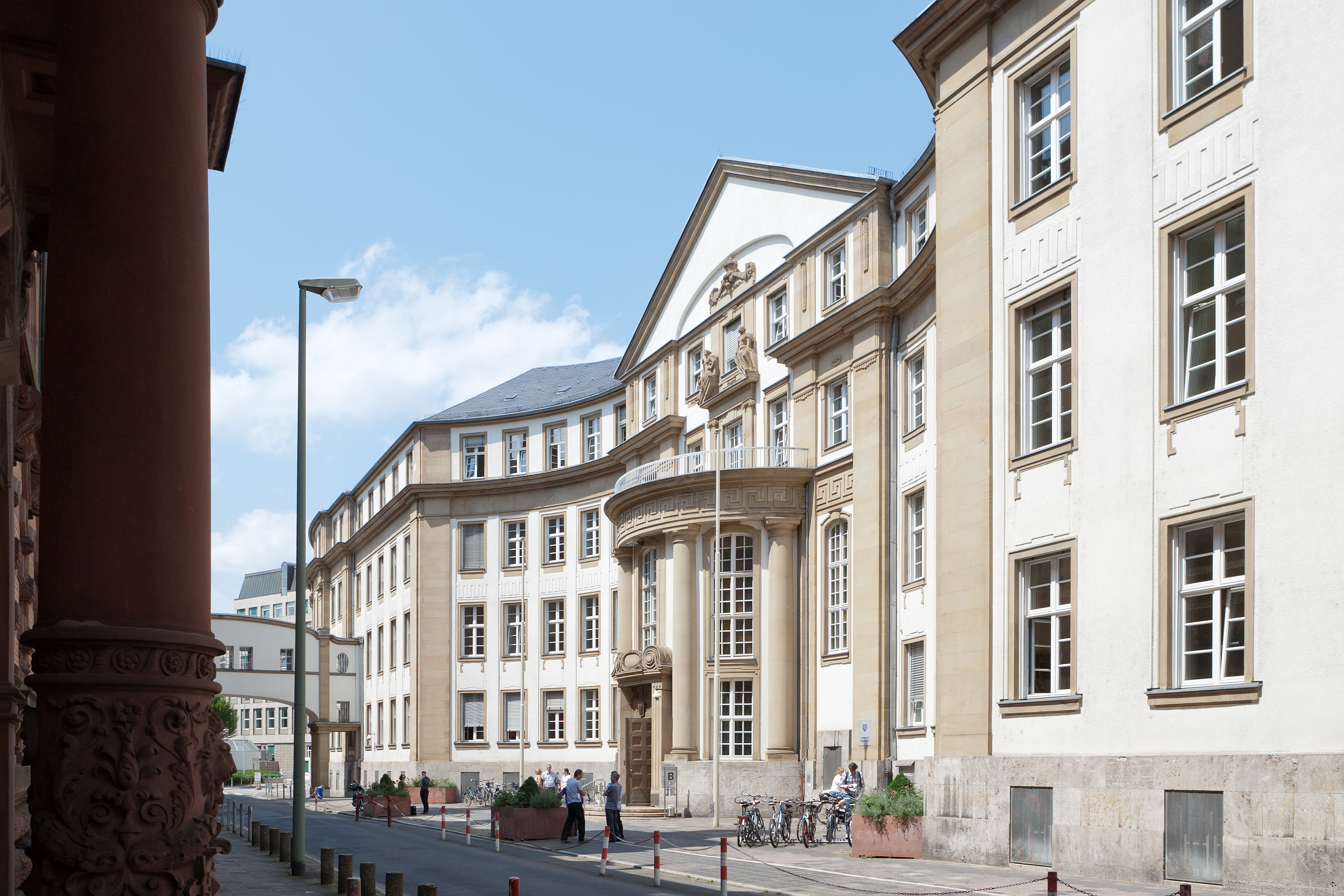
Landgericht Frankfurt am Main
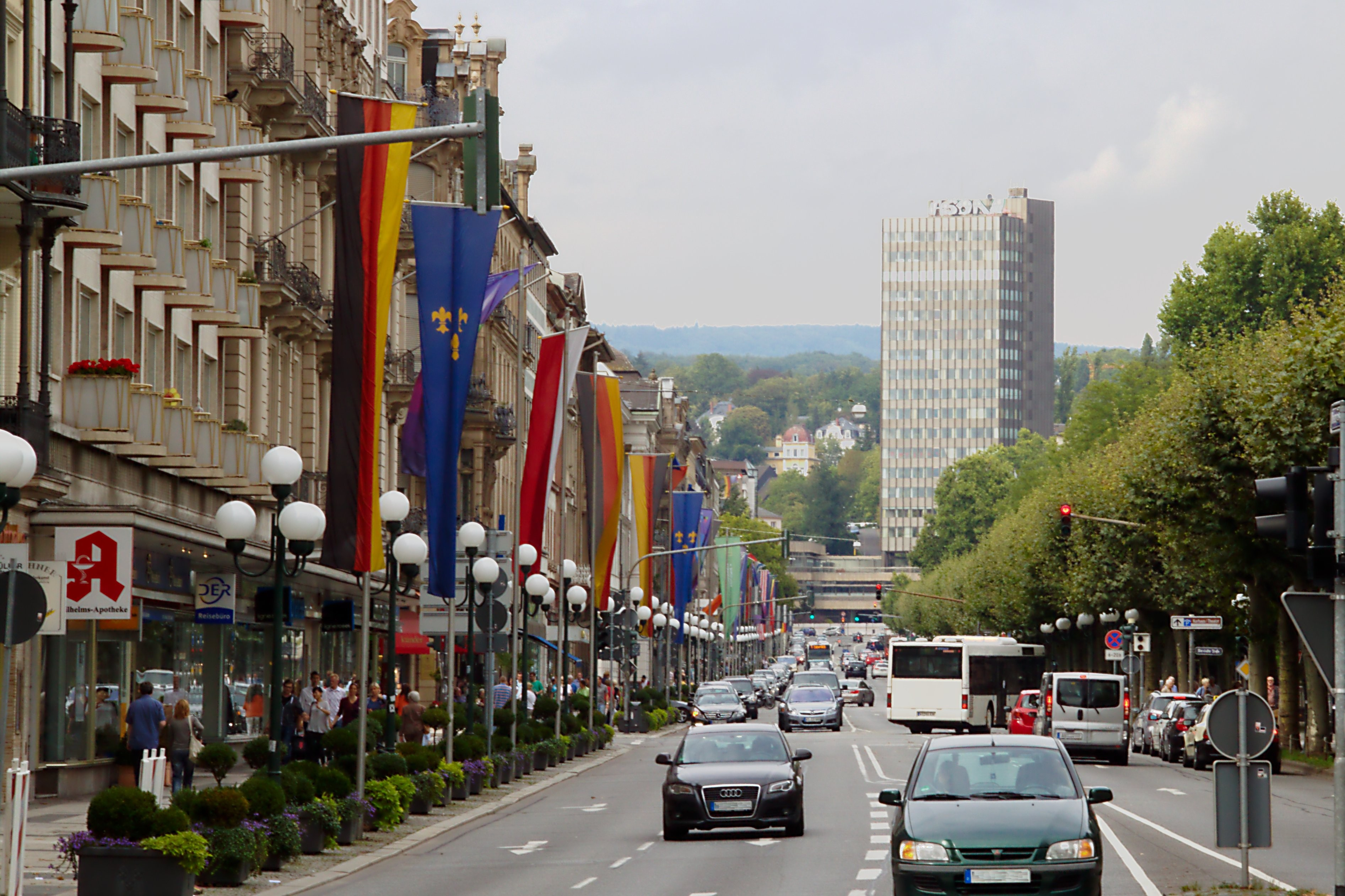
Wilhelmstraße Wiesbaden
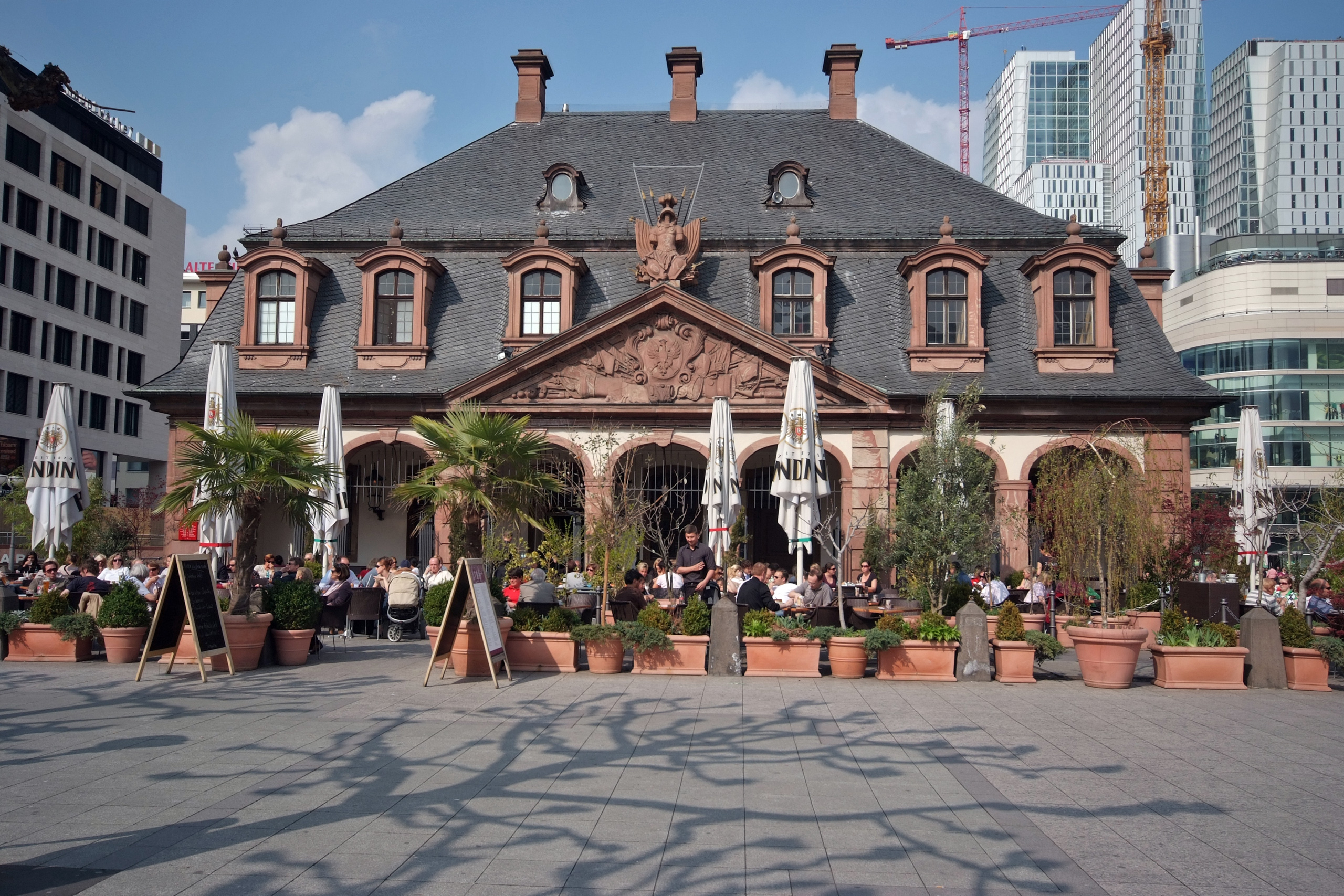
Hauptwache